# 馬自達CX-4
馬自達CX-4（日语：マツダ・CX-4）乃2016年由日本馬自達開發、中國一汽馬自達（2021年被長安馬自達收購）組裝製造的五人座緊湊型跨界休旅車，僅限定中國市場販售。雖然車身尺碼與馬自達CX-5接近，但降低車高後外觀更接近轎跑休旅車。

## 概要

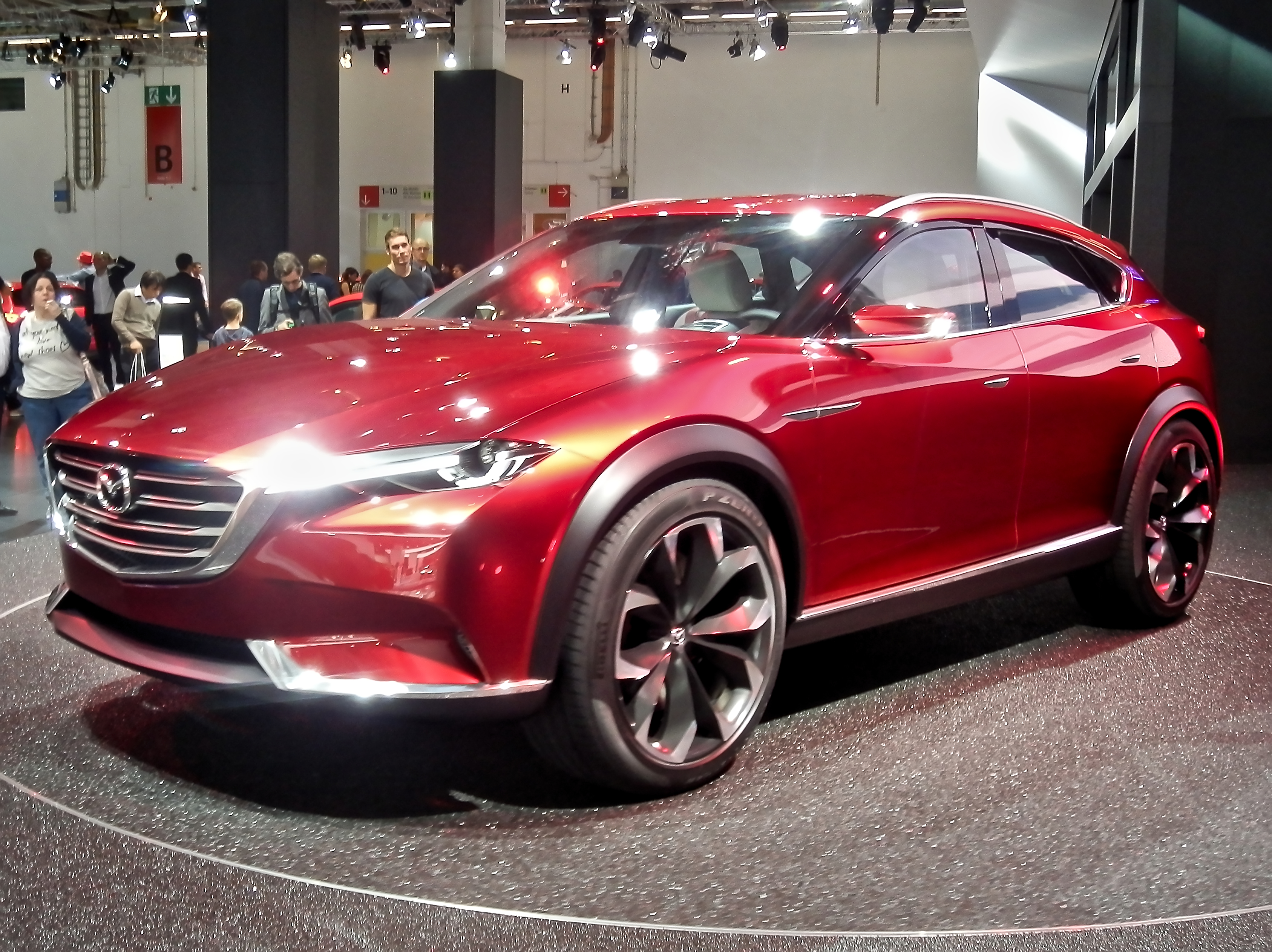
馬自達越

馬自達在2015年法蘭克福車展上公開名為「越 KOERU」的概念車，大角度傾斜的A柱與D柱設計具有轎跑車式風格；接著2016年北京車展上原廠隨即公開全新量產車型「CX-4」。
關於車名的由來，「CX」取自crossover，「4」則為近年來馬自達公司命名車種的方式，原則上數字越大表示越高階或車身越大的車款。從引擎、底盤、傳動系統、乃至於車身結構，皆採用該公司近年來力推的創馳藍天技術。

## 歷史
2016年 - 4月25日北京車展公開量產車型「CX-4」，延續概念車「馬自達越」的設計語彙，以現有CX-5相同的底盤平台融入「魂動」理念與創馳藍天技術打造而成。軸距和CX-5同為2,700mm，但車身樣貌則更為修長、更為扁平。內裝配備包含三輻式多功能方向盤、Push Start引擎啟閉按鍵、HUD抬頭顯示器、7吋觸控式螢幕與MZD多媒體系統、分區恆溫空調與後座出風口、電子手煞車系統等；由於D柱比CX-5更傾斜，後座頭部空間亦更為縮減。動力心臟有兩種選擇：2.0L直列四缸DOHC PE-VPS型，或者2.5L直列四缸DOHC PY-VPR型引擎。前者可輸出158hp / 6,400rpm的最大馬力、20.6kg·m / 4,000rpm的最大扭力，後者則有192hp / 6,100rpm、25.7kg·m / 3,250rpm的表現。前者搭配六速手動排檔變速箱，後者則是六速手自排變速系統，且高階車型提供AWD適時四輪驅動的選擇。
2017年 - 3月1日推出限量1,800台的「CX-4探索版」特别版車型，新增MZD CONNECT悅聯系統7吋中控螢幕、雙區自動空調、後排出風口、倒車影像顯示、六具揚聲環繞音響系統等配備。8月25日一汽馬自達宣佈將G力導引控制技術（G-Vectoring Control，G-ベクタリング コントロール，簡稱GVC）、i-ACTIVSENSE輔助系統等列入標配，其中後者包含SBS（Smart Brake Support）智慧型煞車輔助、MRCC（Mazda Radar Cruise Control）雷達定速巡航、LDWS（Lane Departure Warning System）車道偏移警示、HBC（High Beam Control）遠近光燈自動調節等功能。
同年9月9日C-NCAP公布CX-4之測試結果，其中完全正面碰撞試驗獲得15.44分、40%正面偏置碰撞試驗獲得15.08分、側面碰撞試驗獲得18.00分、鞭打試驗獲得3.66分。該車款以總體得分54.2分，獲得5顆星之評價。
2018年 - 8月31日开幕的成都车展上正式推出CX-4蓝天品位升级版，官方售价16.98万元。新车基本延续了老款车型的设计，但对部分配置进行了升级。外观配置方面，标配LED流星眼大灯、新增智能钥匙、外后视镜电动折叠、加热、胎压监测、四门车窗一触式升降、钥匙遥控车窗、车顶旅行架、熏黑轮圈等。
2019年 - 10月9日進行第一次小改款，改成黑色網格水箱護罩、黑銀雙色塗裝輪圈，並將方向燈移至前保桿下方。LED尾燈採新式設計，後保桿變得較為平直，加大排氣尾管口徑且向外移動。儀表板上半部使用黑色，下半部則為深紅色或新導入的勃根地紅，搭配全新設計的皮革座椅。

#### 安全性召回
由於存在行駛突然熄火之隱憂，2016年12月12日一汽馬自達宣佈召回CX-4 2.5L車型共5,618輛。因為引擎控制程序具有瑕疵，在儀表板故障燈未亮燈顯示之情況下，行駛時可能突然熄火導致發生事故。該公司將召回2015年9月14日至2016年11月18日之間生產的5,618輛2.5L車型，以刷新ECU的方式更新維修。

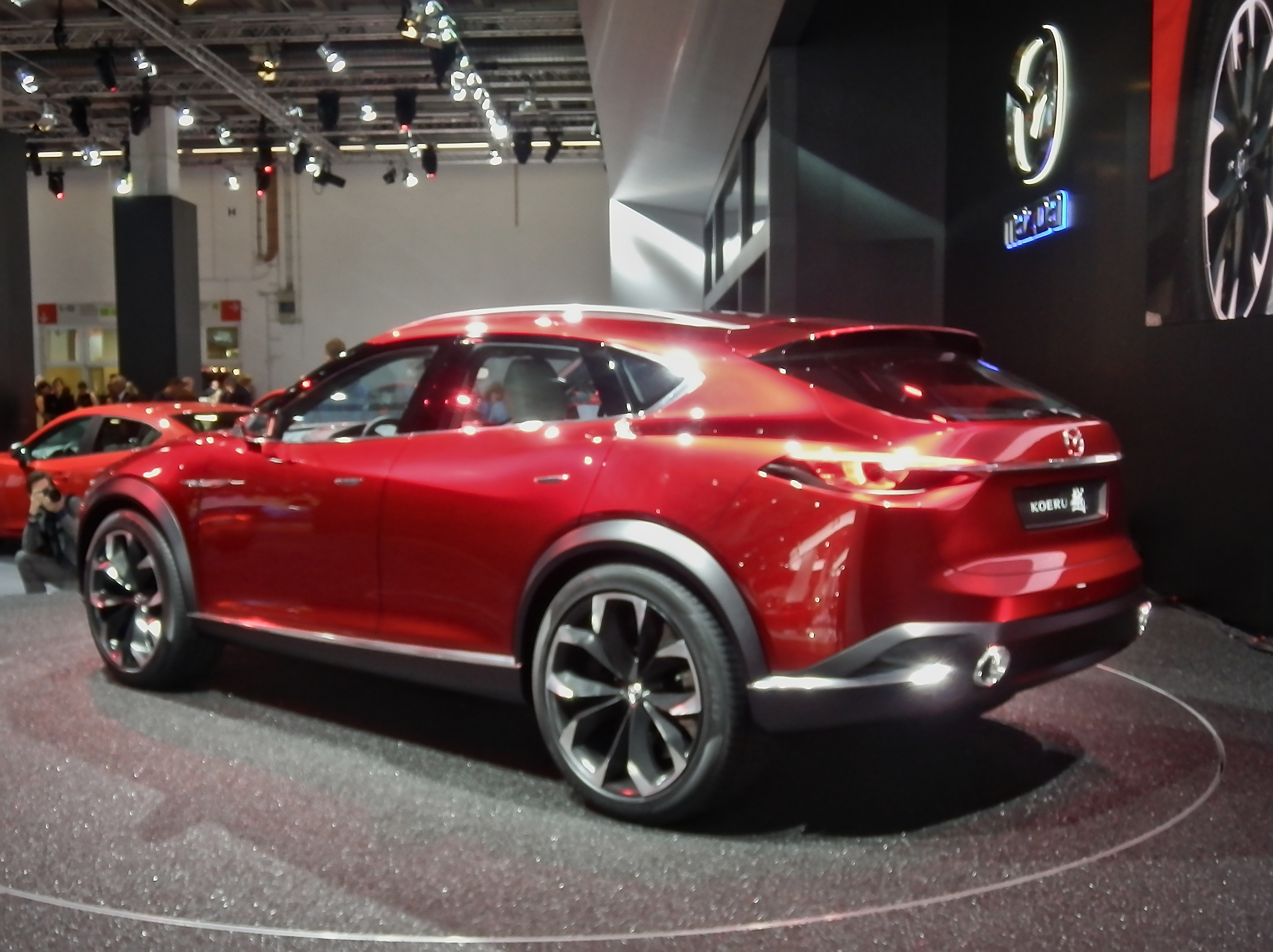
概念車馬自達越車尾
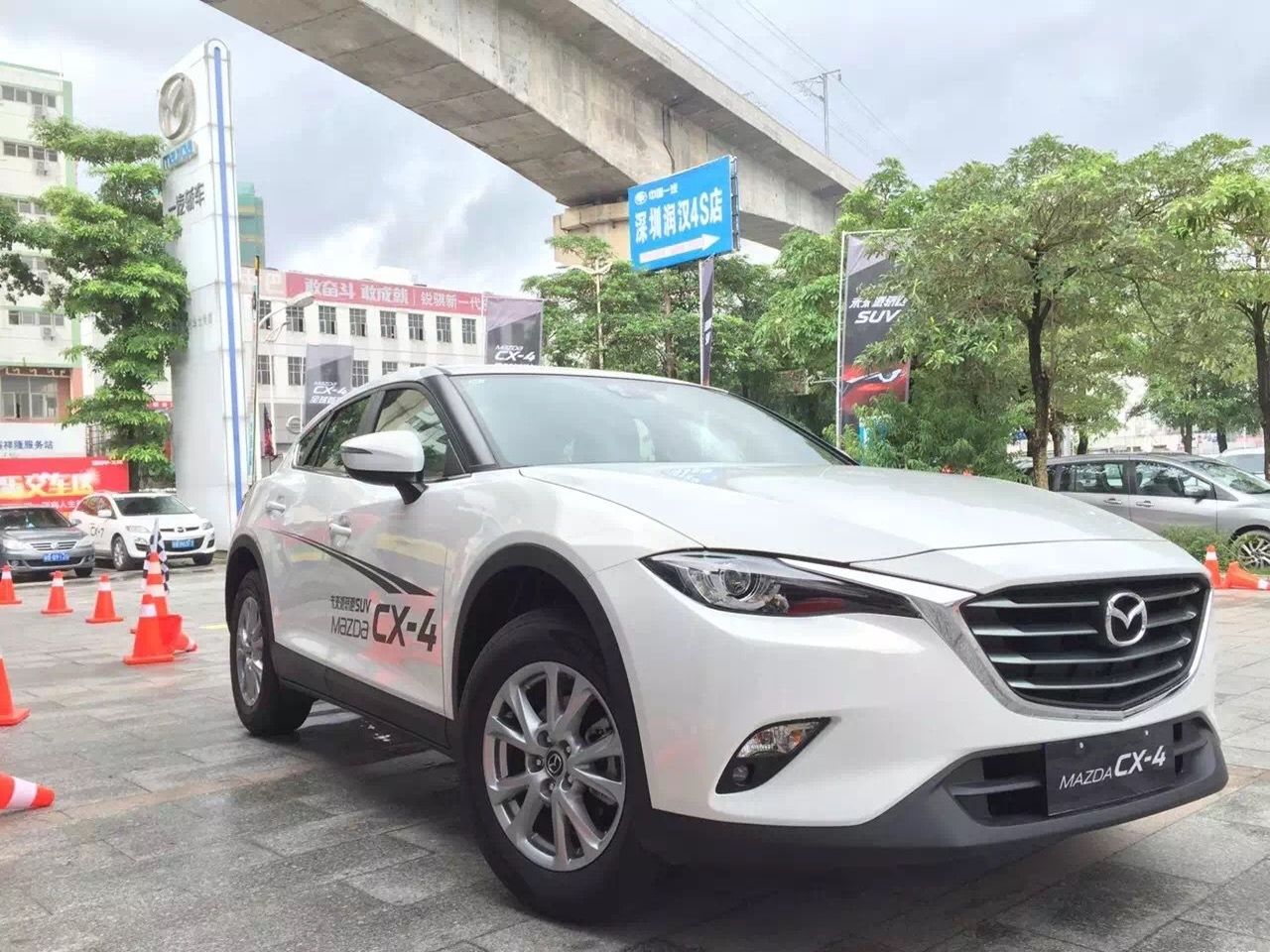
前期型車頭
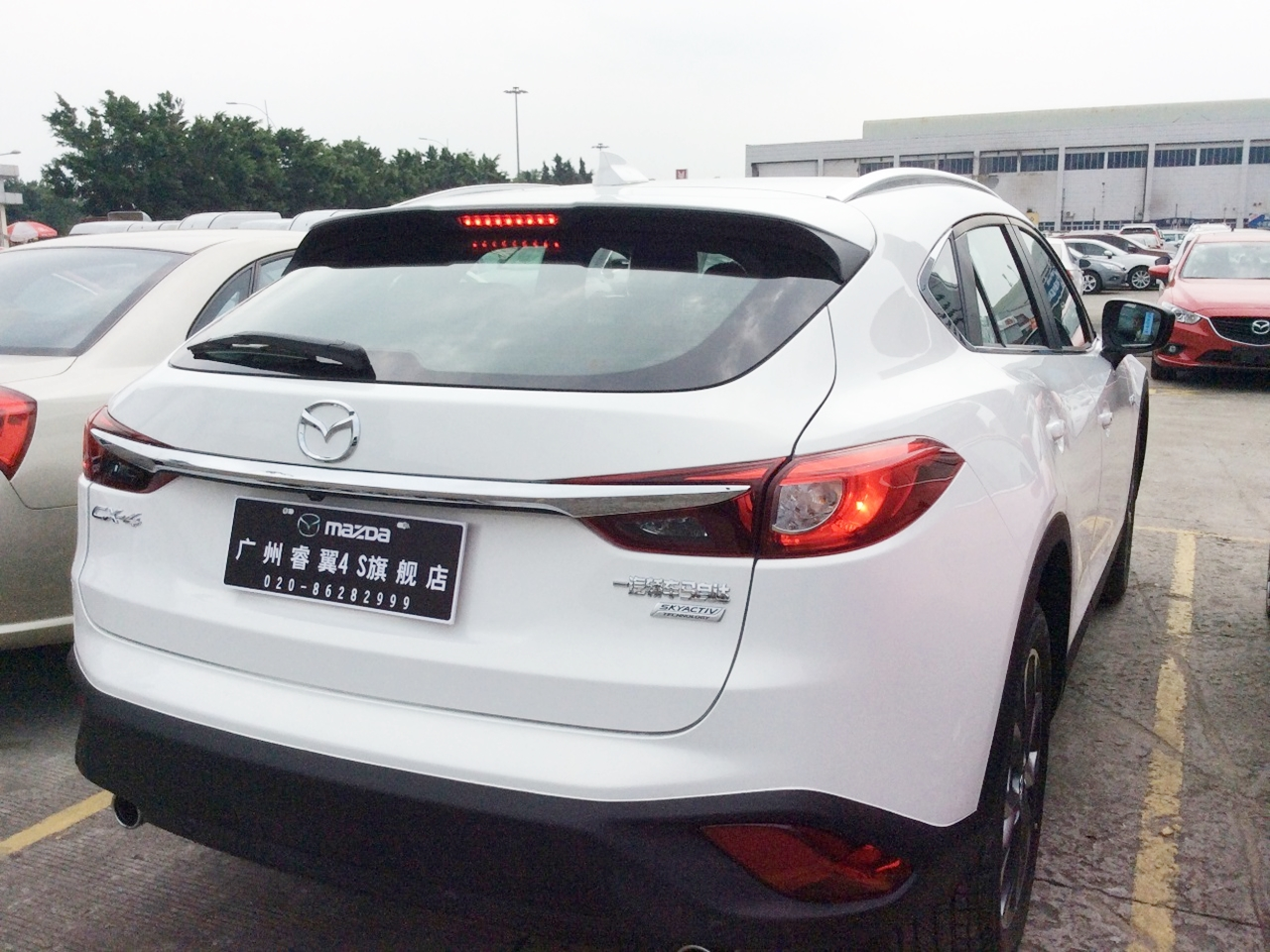
前期型車尾
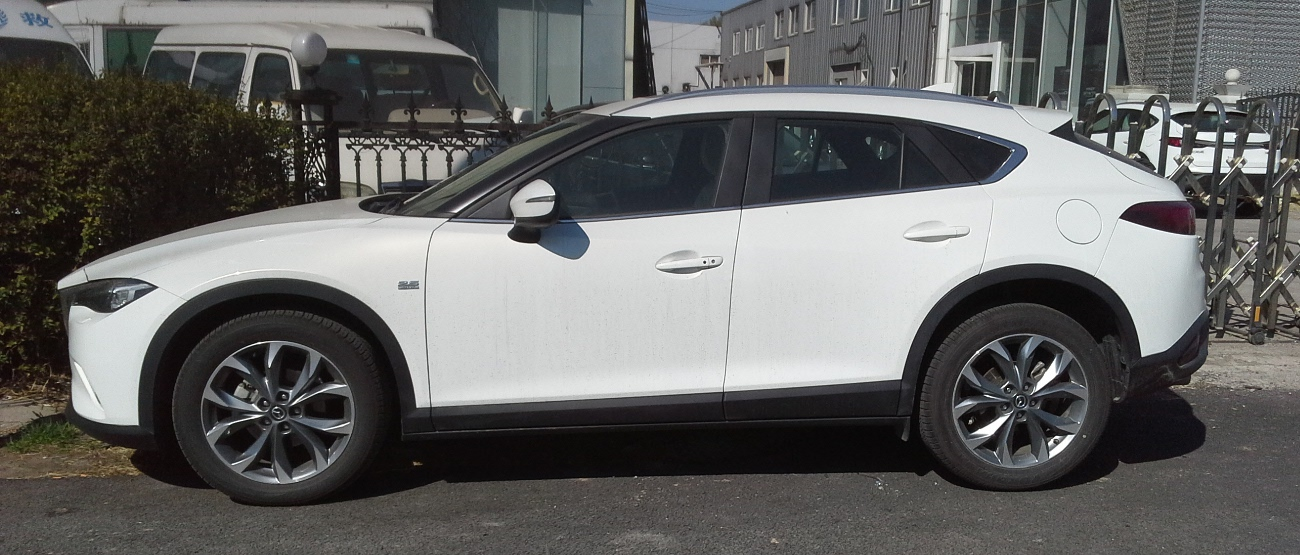
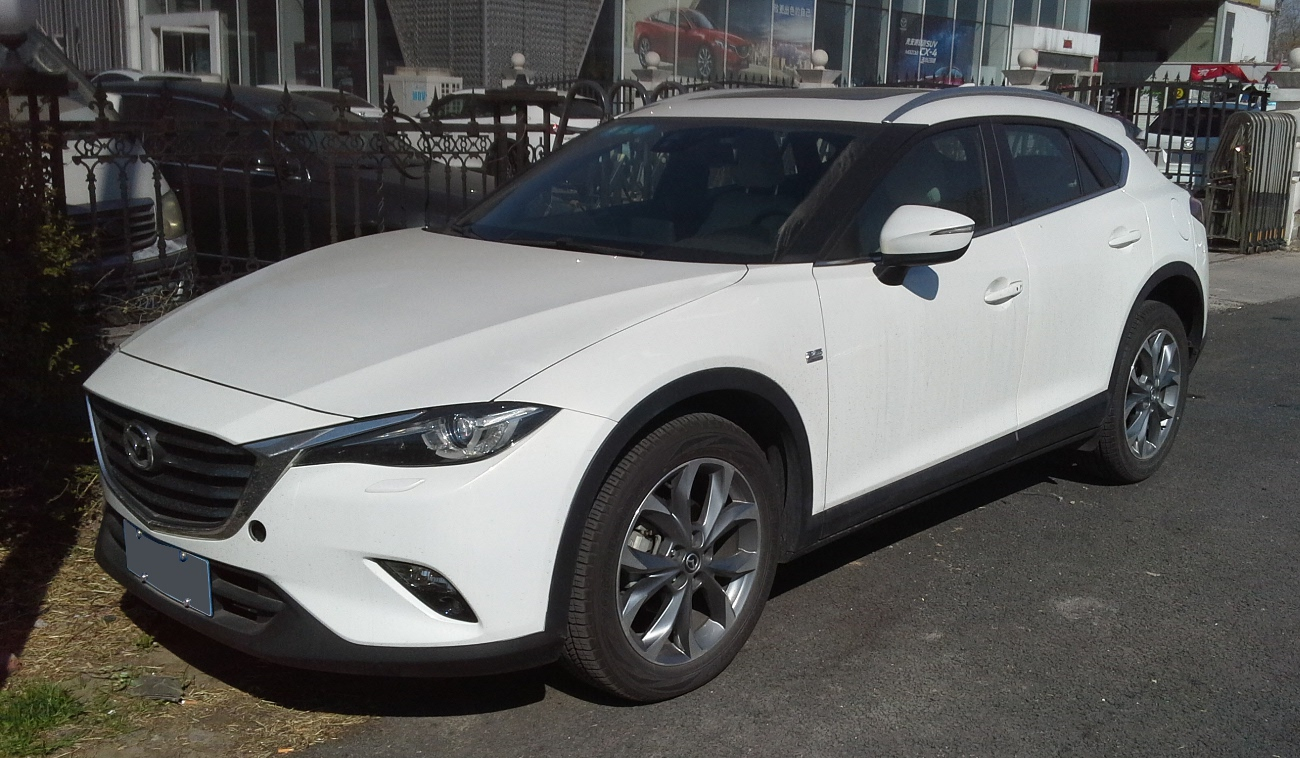
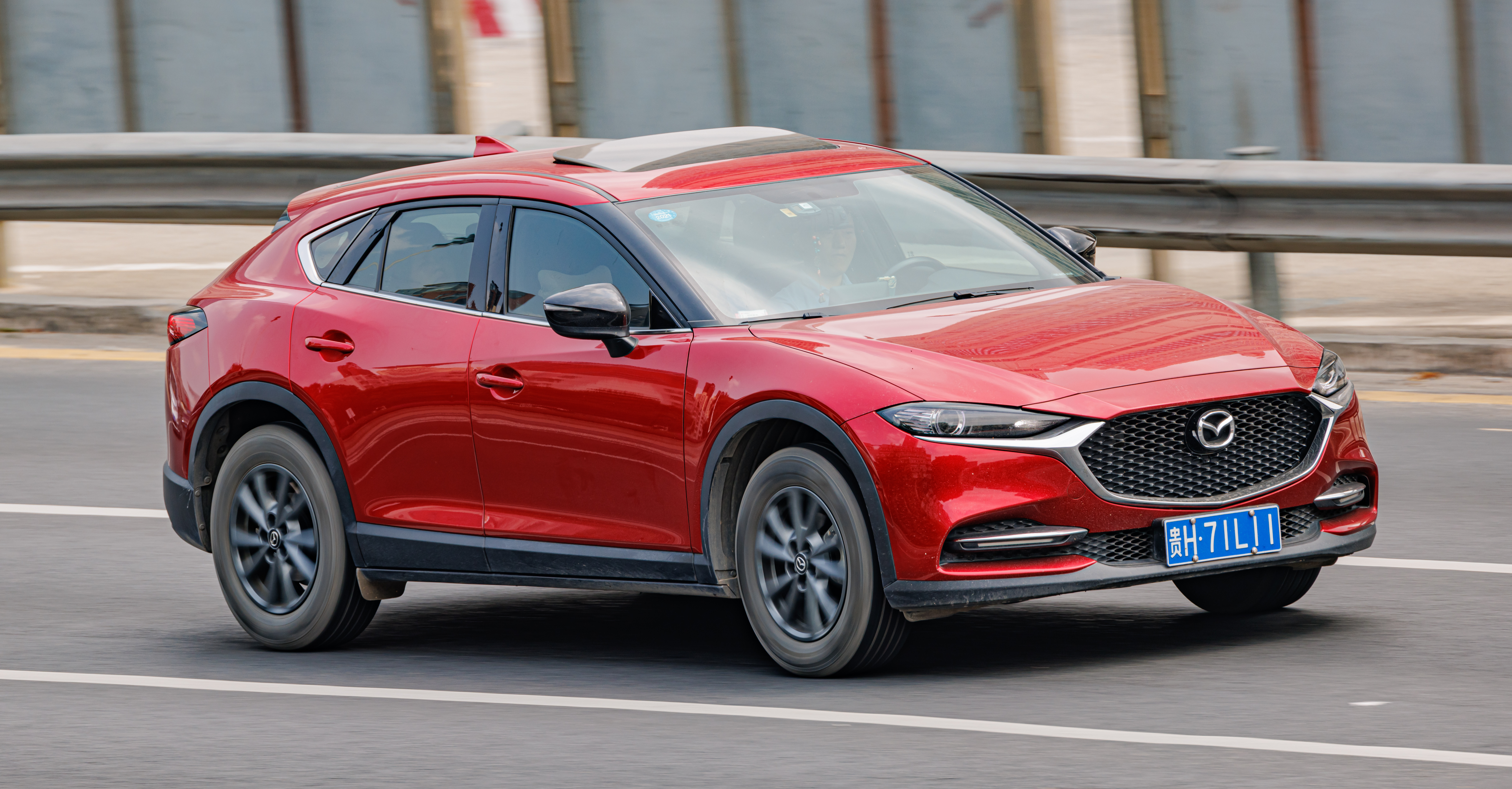
後期型車頭
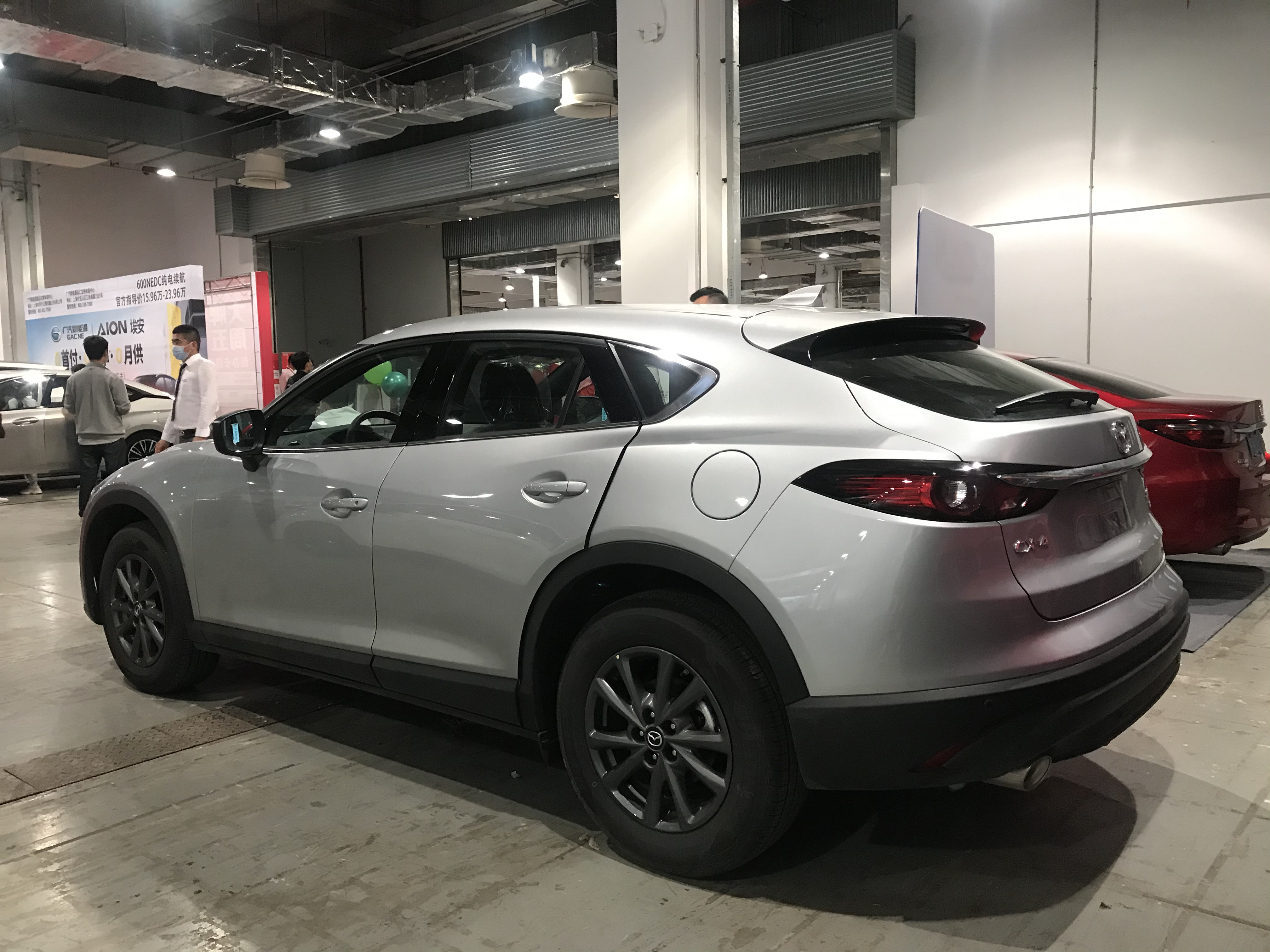
後期型車尾

## 外部連結
- 中國官方網站 （页面存档备份，存于）